# Nuno Tavares
Nuno Albertino Varela Tavares, född 26 januari 2000 i Lissabon, är en portugisisk fotbollsspelare som spelar för italienska Lazio, på lån från  Arsenal.
I sin ungdom var han också en begåvad cellist, och spelade både fotboll och cello för Lissabon-klubben Casa Pia.

## Karriär

### Benfica
Har debuterade som senior för Benfica 4 augusti 2019, då han fick spela 90 minuter i segermatchen (5–0) mot Sporting i portugisiska Supercupen. Veckan därpå spelade han sin första ligamatch och noterades för två assist i 5–0-segern mot Paços de Ferreira.

### Arsenal
I juli 2021 skrev han på för engelska Arsenal. Han gjorde sin debut i Premier League 13 augusti 2021, då han gjorde ett sent inhopp i bortaförlusten mot Brentford (0–2). Han gjorde sitt första mål i Premier League 23 april 2022 när han sköt in 1–0-målet mot Manchester United. I andra halvlek orsakade han en straff, som Bruno Fernandes dock sköt stolpe ut, och Arsenal kunde vinna med 3–2.
Den 30 juli 2022 lånades Tavares ut till franska Marseille på ett säsongslån. Den 1 september 2023 lånades han ut till Nottingham Forest på ett säsongslån.